# Чехия на «Евровидении-2018»
На песенном конкурсе «Евровидение-2018», который прошёл в Португалии, Чехию представил Миколас Йозеф с песней «Lie to Me». Песня прошла в финал, заняв 6-е место.

## Национальный отбор
| Исполнитель   | Песня                | Место |
| ------------- | -------------------- | ----- |
| Debbi         | «High on Love»       | 2     |
| Doctor Victor | «Stand Up»           | 6     |
| Eddie Stoilow | «We Rule This World» | 5     |
| Eva Burešová  | «Fly»                | 3     |
| Mikolas Josef | «Lie to Me»          | 1     |
| Pavel Callta  | «Never Forget»       | 4     |

## Евровидение

### Первый полуфинал
Миколас Йозеф исполнил свою песню в первом полуфинале. Согласно результатам голосования песня прошла в финал. Это был второй случай, когда Чехия выходила в финал конкурса.

### Финал
Миколас Йозеф занял 6-е место в финале, что является одним из лучших результатов Чехии на конкурсе. Несмотря на травму спины, которая в значительной степени помешала Йозефу выполнить слишком много сложных танцевальных движений, он произвёл впечатляющее сальто в конце выступления.
| Баллы, полученные Чешской Республикой (Первый полуфинал) | Баллы, полученные Чешской Республикой (Первый полуфинал) | Баллы, полученные Чешской Республикой (Первый полуфинал) | Баллы, полученные Чешской Республикой (Первый полуфинал) | Баллы, полученные Чешской Республикой (Первый полуфинал) |
| Телеголосование                                          | Телеголосование                                          | Телеголосование                                          | Телеголосование                                          | Телеголосование                                          |
| 12 баллов                                                | 10 баллов                                                | 8 баллов                                                 | 7 баллов                                                 | 6 баллов                                                 |
| -------------------------------------------------------- | -------------------------------------------------------- | -------------------------------------------------------- | -------------------------------------------------------- | -------------------------------------------------------- |
| - Исландия - Израиль                                     | - Австрия - Хорватия                                     | - Азербайджан - Беларусь - Бельгия                       | - Армения - Кипр - Эстония - Финляндия - Литва           | - Греция - Македония                                     |
| 5 баллов                                                 | 4 балла                                                  | 3 балла                                                  | 2 балла                                                  | 1 балл                                                   |
|                                                          | - Ирландия - Испания                                     | - Болгария - Швейцария                                   | - Албания - Великобритания                               | - Португалия                                             |
| Жюри                                                     |                                                          |                                                          |                                                          |                                                          |
| 12 баллов                                                | 10 баллов                                                | 8 баллов                                                 | 7 баллов                                                 | 6 баллов                                                 |
|                                                          | - Беларусь - Бельгия - Хорватия                          | - Австрия - Македония - Швейцария                        | - Армения - Болгария - Испания                           |                                                          |
| 5 баллов                                                 | 4 балла                                                  | 3 балла                                                  | 2 балла                                                  | 1 балл                                                   |
| - Исландия - Литва                                       | - Ирландия                                               | - Израиль - Португалия                                   | - Греция                                                 | - Кипр                                                   |

| Баллы, полученные Чешской Республикой (Финал)                                     | Баллы, полученные Чешской Республикой (Финал)        | Баллы, полученные Чешской Республикой (Финал)            | Баллы, полученные Чешской Республикой (Финал) | Баллы, полученные Чешской Республикой (Финал) |
| Телеголосование                                                                   | Телеголосование                                      | Телеголосование                                          | Телеголосование                               | Телеголосование                               |
| 12 баллов                                                                         | 10 баллов                                            | 8 баллов                                                 | 7 баллов                                      | 6 баллов                                      |
| --------------------------------------------------------------------------------- | ---------------------------------------------------- | -------------------------------------------------------- | --------------------------------------------- | --------------------------------------------- |
| - Австрия - Израиль                                                               | - Исландия - Сан-Марино - Испания - Украина          | - Армения - Кипр - Германия - Венгрия - Литва - Словения | - Греция - Ирландия                           | - Азербайджан - Дания - Молдова - Нидерланды  |
| 5 баллов                                                                          | 4 балла                                              | 3 балла                                                  | 2 балла                                       | 1 балл                                        |
| - Беларусь - Хорватия - Эстония - Финляндия - Македония - Сербия - Великобритания | - Латвия - Норвегия - Польша                         | - Австралия - Болгария - Мальта - Румыния - Швеция       | - Россия                                      | - Бельгия                                     |
| Жюри                                                                              |                                                      |                                                          |                                               |                                               |
| 12 баллов                                                                         | 10 баллов                                            | 8 баллов                                                 | 7 баллов                                      | 6 баллов                                      |
|                                                                                   |                                                      | - Болгария                                               | - Бельгия                                     | - Армения - Беларусь                          |
| 5 баллов                                                                          | 4 балла                                              | 3 балла                                                  | 2 балла                                       | 1 балл                                        |
| - Кипр - Мальта                                                                   | - Хорватия - Франция - Македония - Испания - Украина | - Австрия - Словения                                     |                                               | - Албания - Австралия - Исландия              |